# Exomalopsis iridipennis
Exomalopsis iridipennis är en biart som beskrevs av Smith 1879. Exomalopsis iridipennis ingår i släktet Exomalopsis och familjen långtungebin. Inga underarter finns listade i Catalogue of Life.